# Gambassi Terme
Gambassi Terme, anche abbreviato semplicemente come Gambassi, è un comune italiano di 4 868 abitanti della città metropolitana di Firenze in Toscana.

## Geografia fisica
- Classificazione sismica: zona 3 (sismicità medio-bassa), ordinanza PCM 3274 del 20/03/2003, aggiornata al 2019  Archiviato il 22 settembre 2020 in Internet Archive.
- Classificazione climatica: zona E, 2273 GG
- Diffusività atmosferica: alta, Ibimet CNR 2002

## Storia

### Le origini
Proprietà nel corso nell’alto Medioevo di alcuni feudatari locali, il castello di Gambassi dal 1037 attraverso donazioni e acquisizioni che si conclusero nel 1115, appartenne ai vescovi di Volterra. Nel XII secolo al Gambassi vetus, situato altimetricamente più in basso, si affiancò un Gambassi novum, costruito in luogo più difendibile sul colle (dove oggi si trova il centro storico). In seguito gli abitanti di entrambe le località si unirono con una serie di patti stipulati nel 1150 e nel 1170.
Dal XIII secolo a Gambassi (come anche nella vicina Montaione e in seguito in gran parte della Valdelsa) si sviluppò la lavorazione del vetro  . In questo ambito deve essere ricordato Francesco Livi (esecutore di vetrate, vissuto negli ultimi anni del XIV secolo e nei primi decenni del XV secolo).
Nel 1244 Federico II conferì l’investitura del castello a Gualtieri Upezzinghi: ciò tuttavia non impedì ai vescovi di Volterra di continuare a esercitarvi la propria signoria, ritenuta dagli abitanti di Gambassi così insostenibile da portarli a sottomettersi a San Gimignano nel 1268. Questo fatto provocò una vertenza tra le due rivali (San Gimignano e Volterra), sfociata in un conflitto nel 1275 e terminata nel 1280 grazie a un lodo arbitrale.
Nel 1293, con la pace di Fucecchio, Gambassi venne staccato dal territorio sangimignanese per essere annesso al contado fiorentino costituendo una comunità, assieme a Catignano, Pulicciano e Montignoso. Nel 1432 venne occupato e saccheggiato dalle milizie viscontee. Nel 1435 fu unito alla podesteria di Barbialla; nel 1529 e nel 1530 subì gravi danni durante la guerra che dette origine al ducato di Firenze. Nel 1603 nacque a Gambassi lo scultore Giovanni Gonnelli. Con la riforma leopoldina del 1774 fu soppressa la podesteria e Gambassi fu annesso alla comunità di Montaione.

### L'indipendenza da Montaione
Dopo lunghe trattative politiche durate quasi vent'anni e un abbozzo di rivolta, nel 1917 la frazione di Gambassi si emancipa dal comune di Montaione insieme alle frazioni di Varna, Catignano e Il Castagno.
Tra la fine del XIX e l'inizio del XX secolo il territorio di Montaione subì diverse variazioni nella sua superficie, prima con l'aggregazione delle frazioni di Castelnuovo e Coiano a Castelfiorentino nel 1876 e poi con la "indipendenza" della popolosa frazione di Gambassi (insieme a Varna, Catignano e Il Castagno) nel 1917.
Il distacco di Gambassi è in realtà la conclusione di una questione che rimontava ad almeno vent'anni prima. Già nel 1897 il sindaco di Montaione, il Conte Andrea da Filicaja Dotti, eletto nelle elezioni del 1896 in una lista apartitica montaionese ma con moltissimi voti di Gambassi, faceva notare che la frazione di quest'ultima frazione era ingiustamente discriminata sia nel numero di seggi in consiglio comunale – assolutamente non proporzionale alla popolazione – sia nei servizi che nelle manutenzioni.
| Preventivo di bilancio del 1896 (Lire It.) | Preventivo di bilancio del 1896 (Lire It.) | Preventivo di bilancio del 1896 (Lire It.) | Preventivo di bilancio del 1896 (Lire It.) |
|                                            | Fraz. Montaione                            | Fraz. Gambassi                             | Fraz. Castelfalfi                          |
| ------------------------------------------ | ------------------------------------------ | ------------------------------------------ | ------------------------------------------ |
| Entrate                                    | 29 801,07                                  | 28 563,78                                  | 14 103,86                                  |
| Uscite                                     | 38 559,40                                  | 21 413,13                                  | 12 496,18                                  |
| Saldo                                      | -8 758,33                                  | 7 150,65                                   | 1 607,68                                   |

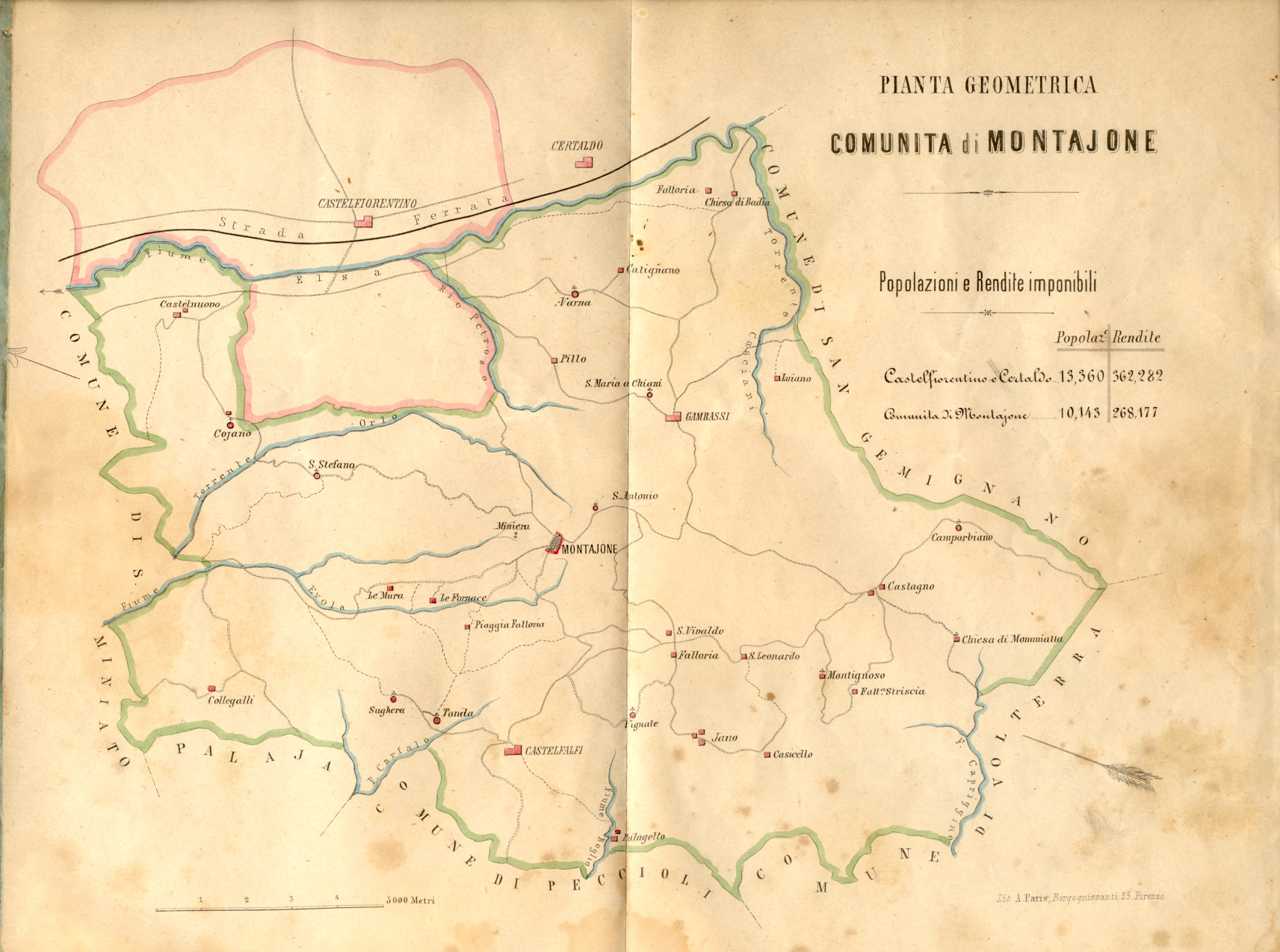
Pianta geometrica della Comunità di Montaione (1866)

Da una memoria del Sindaco agli Elettori del 13 marzo 1897: «Gambassi ha bisogno del Telegrafo, difetta d'illuminazione, desidererebbe una Piazza di cui è mancante come anche una seconda Condotta Medica, ha i lastrici dell'abitato esaurienti e le fognature mal fatte e che mai servirono allo scopo e danneggiano i fondi delle case a contatto; la viabilità della frazione lascia oltre ogni dire a desiderare, i Camposanti sono tenuti deplorevolmente».
Egli pone tutto il suo impegno nel tentare di dimostrare ai montaionesi che la discriminazione della popolosa frazione di Gambassi non era cosa corretta né intelligente ed ai gambassini che il distacco da Montaione sarebbe stato (come in effetti fu) un suicidio economico; la propaganda per il distacco di Gambassi poneva l'accento sul fatto che la frazione di Gambassi dava in tasse al comune più di quanto il comune spendesse direttamente per detta frazione. Dunque faceva pensare ai gambassini (che in quel periodo erano chiamati “gambassesi”) che in caso di distacco il comune di Gambassi sarebbe stato fortemente in attivo.
In realtà le voci di bilancio per i servizi comuni a tutte le frazioni -impiegati comunali etc.- venivano addebitate solo al capoluogo e non alle frazioni e dunque al momento che Gambassi avesse dovuto – come dovette – organizzare uffici comunali e servizi generali, questo ipotetico avanzo di cassa si sarebbe tramutato – come si tramutò – solo in un disastroso deficit.
Argomenti come quelli citati non sono adatti alla politica, così i due schieramenti preferirono parlare di "popoli che liberamente scelgono il proprio radioso avvenire" e di "Integrità territoriale come bene primario" piuttosto che di fatti concreti.
Quegli argomenti reali, portati dal sindaco da Filicaja Dotti prestarono il fianco dal lato montaionese alle accuse di interessi privati (l'azienda di proprietà del da Filicaja sarebbe ricaduta parte in Gambassi e parte in Montaione e se la Villa era in Montaione, la maggior parte dei terreni sarebbero stati in Gambassi) dal lato gambassino all'accusa di dare eccessivo valore all'economia sottomettendo ad essa la “libera determinazione dei popoli”. Così, Gambassi si eresse in Comune autonomo con tutti gli svantaggi per la popolazione residente nei due comuni che possiamo immaginare (diminuzione dei servizi, aumento delle imposte locali etc). Tutti i progetti di modernizzazione per il Comune di Montaione proposti al Parlamento Italiano dall'instancabile Sindaco, progetti che ponevano l'accento sulle dimensioni territoriali, e quindi l'importanza, del Comune naufragarono (tra questi la costruzione di un ospedale statale con servizio di primo soccorso ed altri).
A Gambassi Terme sono nati due artisti: Francesco Livi (esecutore di vetrate, vissuto negli ultimi anni del XIV secolo e nei primi decenni del XV secolo) e Giovanni Gonnelli (scultore, vissuto nel XVII secolo).

### Simboli
Lo stemma comunale si presenta di rosso, al castello di tre torri, aperto di nero, posto sull'acqua corrente. La figura del castello è antica ed era già presente presso la sede del vicariato di Certaldo e in alcuni blasonari. Ricorda la rocca un tempo esistita sulle pendici settentrionali del monte del Castagno ed utilizzata in epoca granducale da parte della podesteria di Gambassi e Montaione. Le acque che lambiscono il castello sono un riferimento alla sorgente termale.
Il gonfalone è un drappo di bianco.

## Monumenti e luoghi d'interesse

### Architetture religiose
- L'attuale chiesa di Santa Cristina sulla SP Volterrana venne costruita nel 1928 per volere del conte Alessandro Nardi-Dei nel luogo dove i residenti sostenevano di vedere dei fantasmi. Si ha notizia che in quello stesso luogo vi sorgesse in antico una precedente chiesa sempre dedicata a Santa Cristina.
- All'interno della chiesa di Cristo Re, costruita nel 1941, sono custoditi due dipinti provenienti dall'antica propositura, la Vergine col Bambino in trono tra i Santi Giovanni, Francesco, Matteo e Jacopo, attribuita a Pier Francesco Fiorentino e la Madonna tra i Santi Giovanni Battista e Girolamo di Biagio di Antonio. Si tratta di un edificio mdoerno che prese il nome dell'antica chiesa dei Santi Jacopo e Stefano nel centro storico, di origine duecentesca, oggi inglobata nell'ospizio per anziani.
- La chiesa di San Giovanni Battista a Varna custodisce all'interno una replica della Madonna col Bambino e santi di Andrea del Sarto.
- La pieve di Santa Maria Assunta è ricordata da Sigerico, arcivescovo di Canterbury, nel suo itinerario di ritorno da Roma (990 – 994). L'edificio romanico risale alla fine del XII secolo.
- La badia di San Pietro a Cerreto fu donata all'abate di Camaldoli Rustico insieme ai beni della vicina Badia di Adelmo, dove visse il monaco vallombrosano Giovanni Delle Celle, morto in concetto di santità nel 1370 – 138 e fu soppressa nel 1652.
- La pieve di San Frediano a Montignoso è un edificio romanico ad aula unica rettangolare, addossata sul lato destro ai ruderi delle mura dell'antico castello di Montignoso.
- Il santuario di Montignoso (santuario di Nostra Signora di Fatima) ospita un grande presepe all'aperto, che raffigura sia la natività che altre scene della vita di Gesù.

### Aree naturali

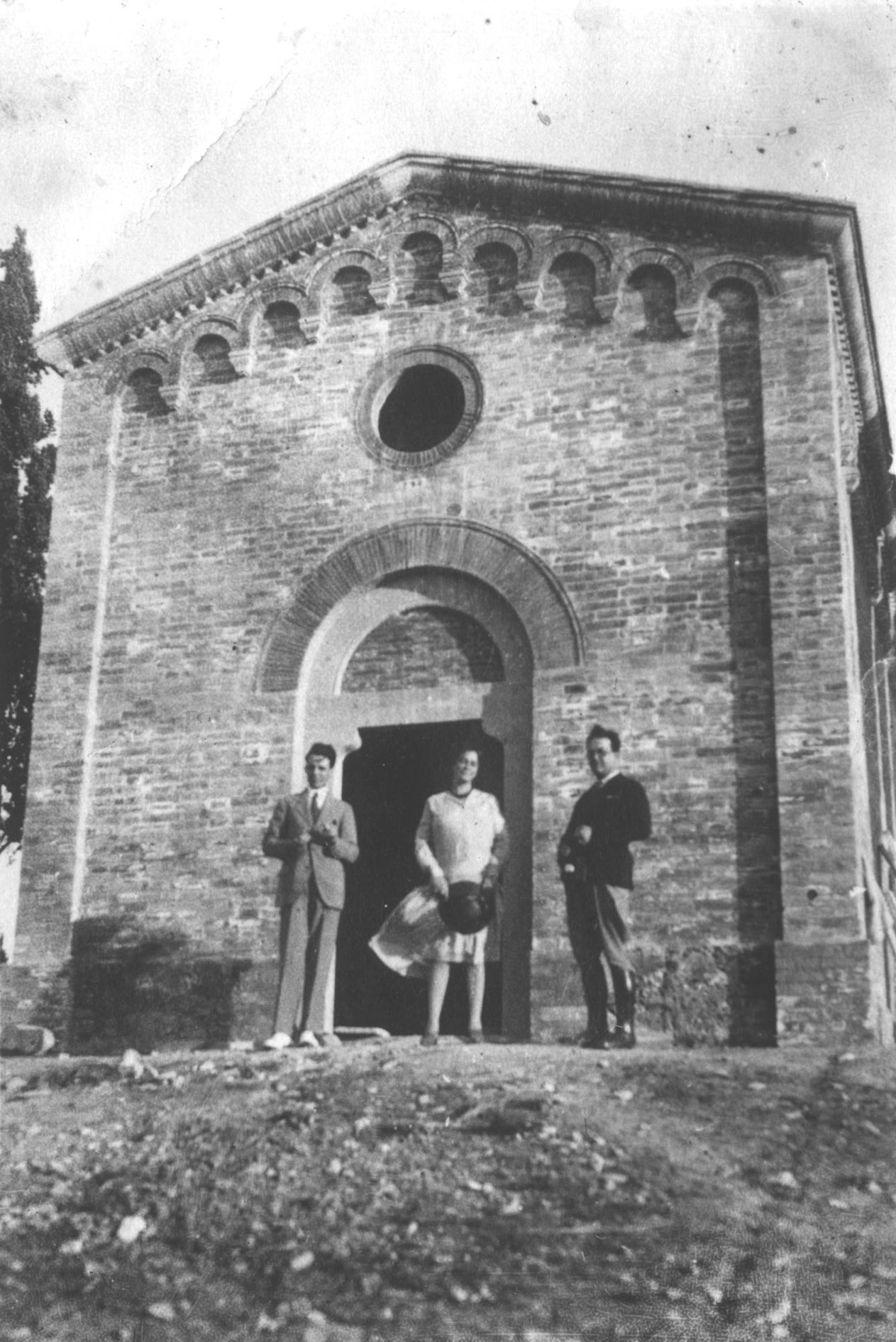
Santa Cristina nel 1935 (di fronte alla chiesa l'ideatore con la moglie e un funzionario locale)

- Il Parco Comunale si estende nella zona a sud-ovest rispetto al paese e insieme alla parallela via Garibaldi, costituisce il cuore del centro urbano. Tra le piante più considerevoli e imponenti vi sono: pini neri, robinie, ippocastani, lecci, cipressi e faggi rossi.

## Società

### Evoluzione demografica
Abitanti censiti

### Etnie e minoranze straniere
Secondo i dati ISTAT al 31 dicembre 2010 la popolazione straniera residente era di 367 persone. Le nazionalità maggiormente rappresentate in base alla loro percentuale sul totale della popolazione residente erano:
- Albania 184 (3,73%)

## Amministrazione
Di seguito è presentata una tabella relativa alle amministrazioni che si sono succedute in questo comune.
| Periodo        | Periodo        | Primo cittadino     | Partito                                                        | Carica  | Note  |
| -------------- | -------------- | ------------------- | -------------------------------------------------------------- | ------- | ----- |
| 19 luglio 1985 | 1º giugno 1990 | Argante Marzocchi   | Partito Comunista Italiano                                     | Sindaco | [ 7 ] |
| 27 giugno 1990 | 15 maggio 1992 | Argante Marzocchi   | Partito Democratico della Sinistra, Partito Comunista Italiano | Sindaco | [ 7 ] |
| 15 maggio 1992 | 24 aprile 1995 | Paolo Malquori      | Partito Democratico della Sinistra                             | Sindaco | [ 7 ] |
| 4 maggio 1995  | 14 giugno 1999 | Paolo Malquori      | centro-sinistra                                                | Sindaco | [ 7 ] |
| 14 giugno 1999 | 14 giugno 2004 | Paolo Malquori      | lista civica                                                   | Sindaco | [ 7 ] |
| 15 giugno 2004 | 8 giugno 2009  | Federico Campatelli | lista civica                                                   | Sindaco | [ 7 ] |
| 8 giugno 2009  | 26 maggio 2014 | Federico Campatelli | lista civica                                                   | Sindaco | [ 7 ] |
| 26 maggio 2014 | 13 giugno 2024 | Paolo Campinoti     | Partito Democratico                                            | Sindaco | [ 7 ] |

## Sport

### Calcio
La principale squadra di calcio della città è l'U.S.D. Gambassi Terme È nata nel 1963. Milita nel girone C toscano di Promozione, dopo tre anni di Eccellenza, categoria raggiunta nella stagione sportiva 2014/2015 vincendo il campionato di Promozione e accedendovi per la prima volta nella sua storia.

### Rugby
A Gambassi Terme è presente una squadra di rugby, l'A.S.D. Gambassi Rugby, nata nel 2012, che milita nel campionato toscano di Serie C.

### Ciclismo
A Gambassi Terme si svolge ogni anno il Gran Premio Chianti Colline d'Elsa, gara internazionale per ciclisti Elite e Under-23 organizzata dal G.S. Maltinti Lampadari e inclusa nel calendario della Federazione Ciclistica Italiana. La gara, corsa per la prima volta nel 1960, è stata vinta in passato da ciclisti dilettanti poi passati al professionismo come Stefano Colagè (1984), Massimo Donati (1988, 1990), Paolo Tiralongo (1999), Jaroslav Popovyč (2000) e Antonio Tiberi (2020).

## Altre immagini

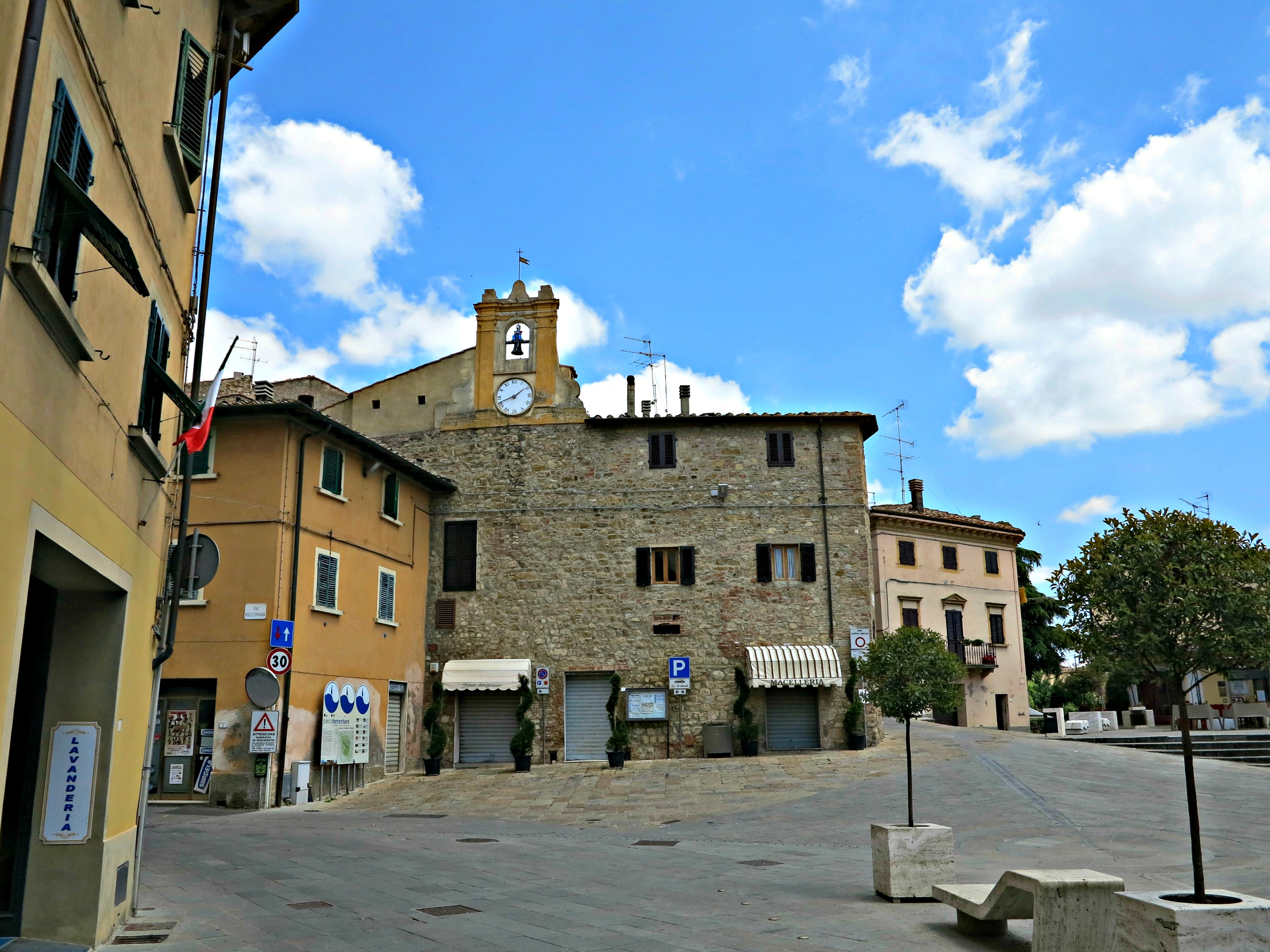
Piazza Roma
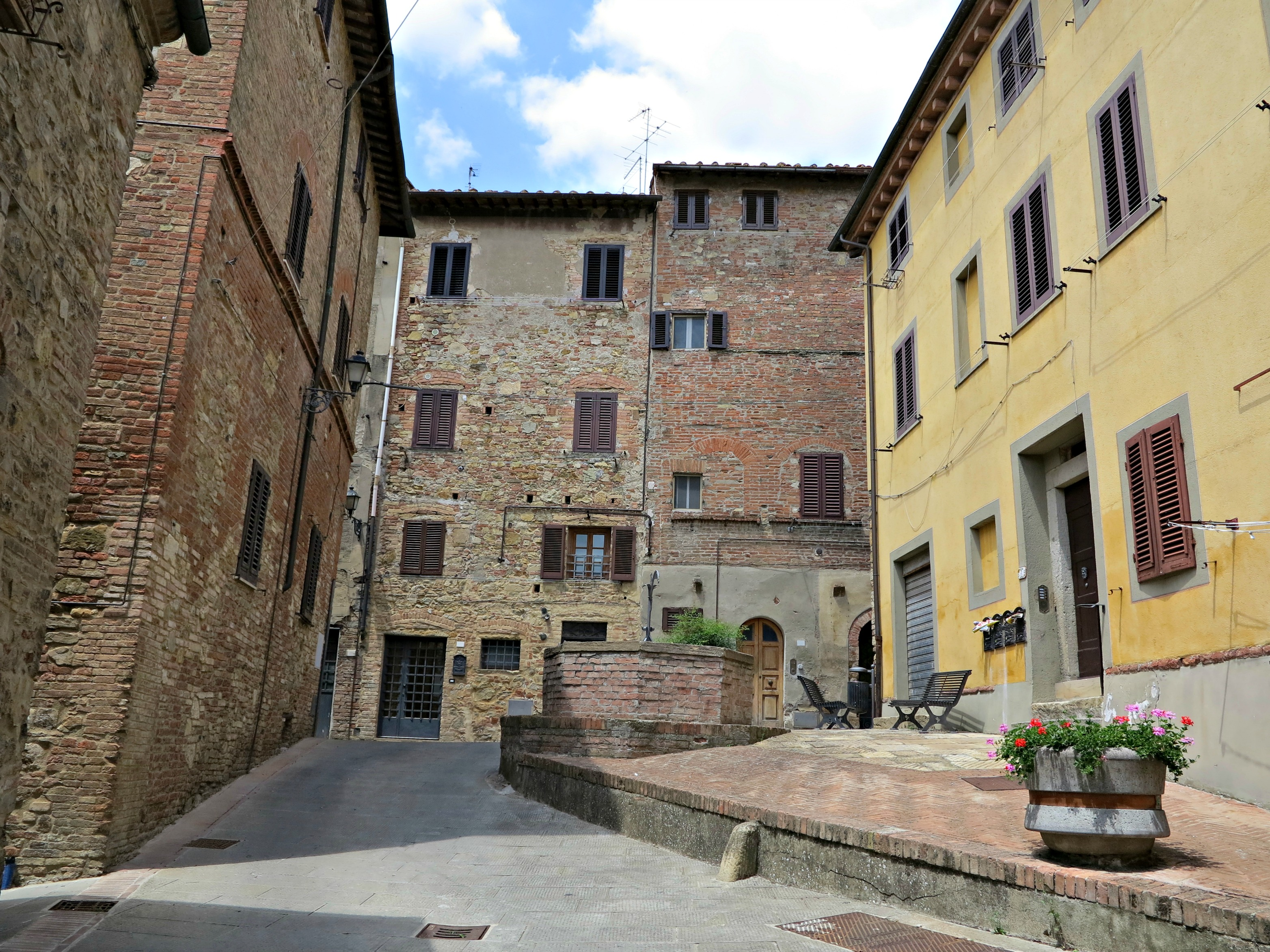
Centro storico
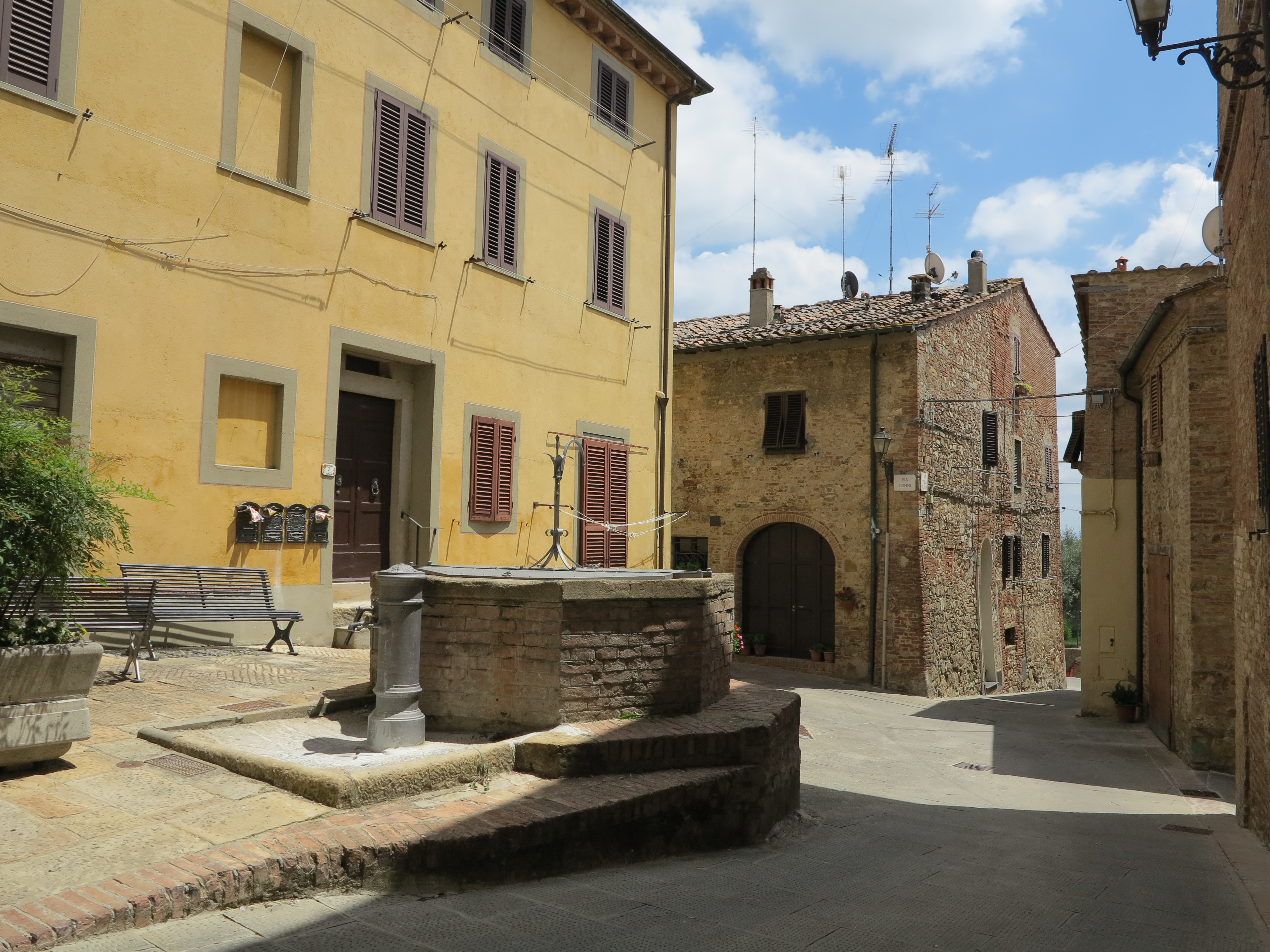
Altra veduta centro storico
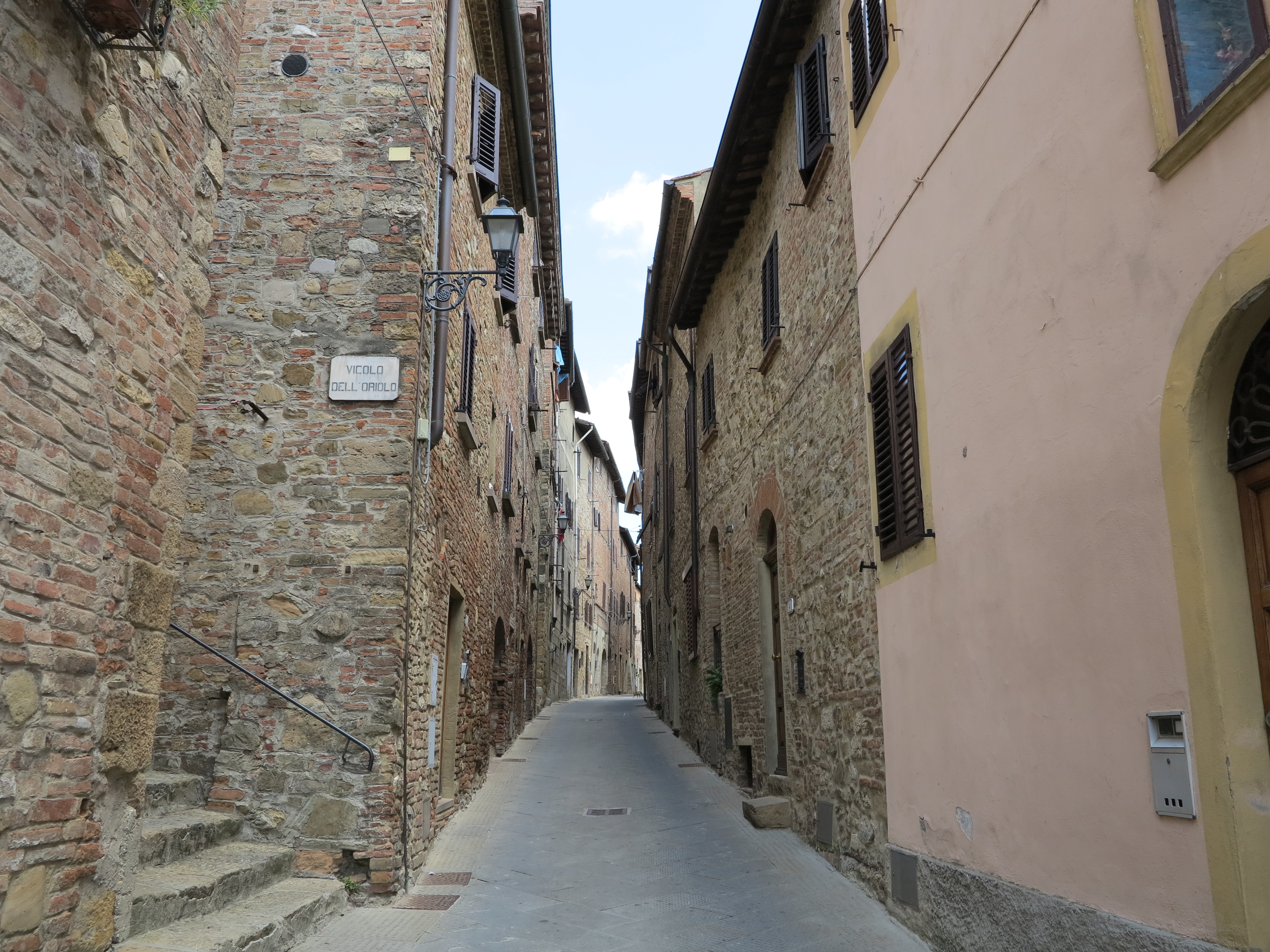
Via Gonnelli
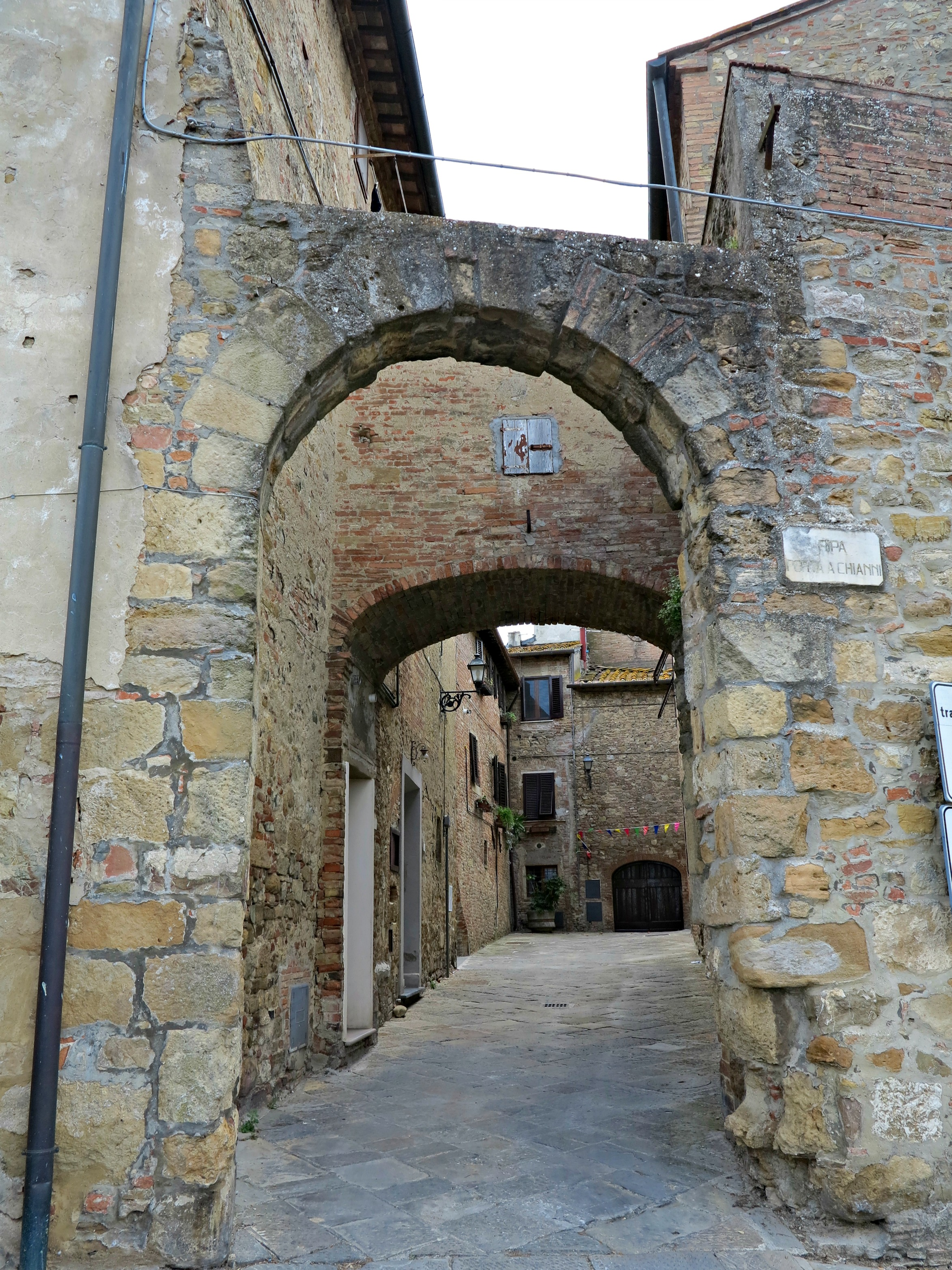
Porta a Chianni